# Xenocoelidia colombiana
Xenocoelidia colombiana är en insektsart som beskrevs av Kramer 1959. Xenocoelidia colombiana ingår i släktet Xenocoelidia och familjen dvärgstritar. Inga underarter finns listade i Catalogue of Life.